# Загряжский, Афанасий Фёдорович
Афанасий Фёдорович Загряжский (?—1594) — голова и воевода во времена правления Ивана IV Васильевича Грозного и Фёдора Ивановича.
Представитель дворянского рода Загряжских. Средний сын Фёдора Дмитриевича Загряжского. Имел старшего брата воеводу Алексея Фёдоровича и младшего — Владимира.

## Биография
В 1550 году рындой с саадаком в царском походе.
В 1555 году на свадьбе князя Ивана Дмитриевича Бельского с княжной Марфой Васильевной Шуйской расстилал вместе с Юшкой Нерыцким камки в церкви, а затем на княжьем дворе к подклету.
Поручитель по боярам, которые ручались в 1562 году по князю Ивану Дмитриевичу Бельскому (о невыезде его из Московского государства и т. д.), в 1564 году — по Иване Васильевиче Большом Шереметеве и в 1565 году — по боярине князе Василии Семёновиче Серебряном-Оболенском, причём под поручными записями подписывался сам.
2 июля 1566 года подписался под приговором Боярской думы о войне с Польшей (см. Ливонская война).
В 1575 году полковой голова в походе в Серпухов в полку боярина Петра Васильевича Морозова, а в 1580—1582 гг. — полковым воеводой в Торопце вместе с Дмитрием Замыцким и князем Андреем Волконским.
В 1582 году воевода в Чернигове, и снова в Торопце (1583—1585). В 1585 году послан в Великие Луки для городового дела. Переписывал и межевал земли в Рузском, Звенигородском и Старицком уездах (1594).
Афанасий Фёдорович Загряжский, скончался в 1594 году бездетным.